# Обтікач корисного вантажу

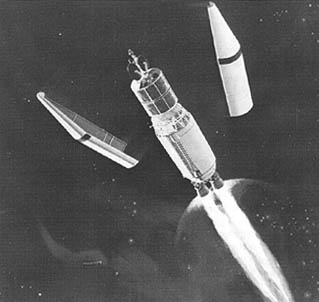
Художнє відтворення відстикування обтікача

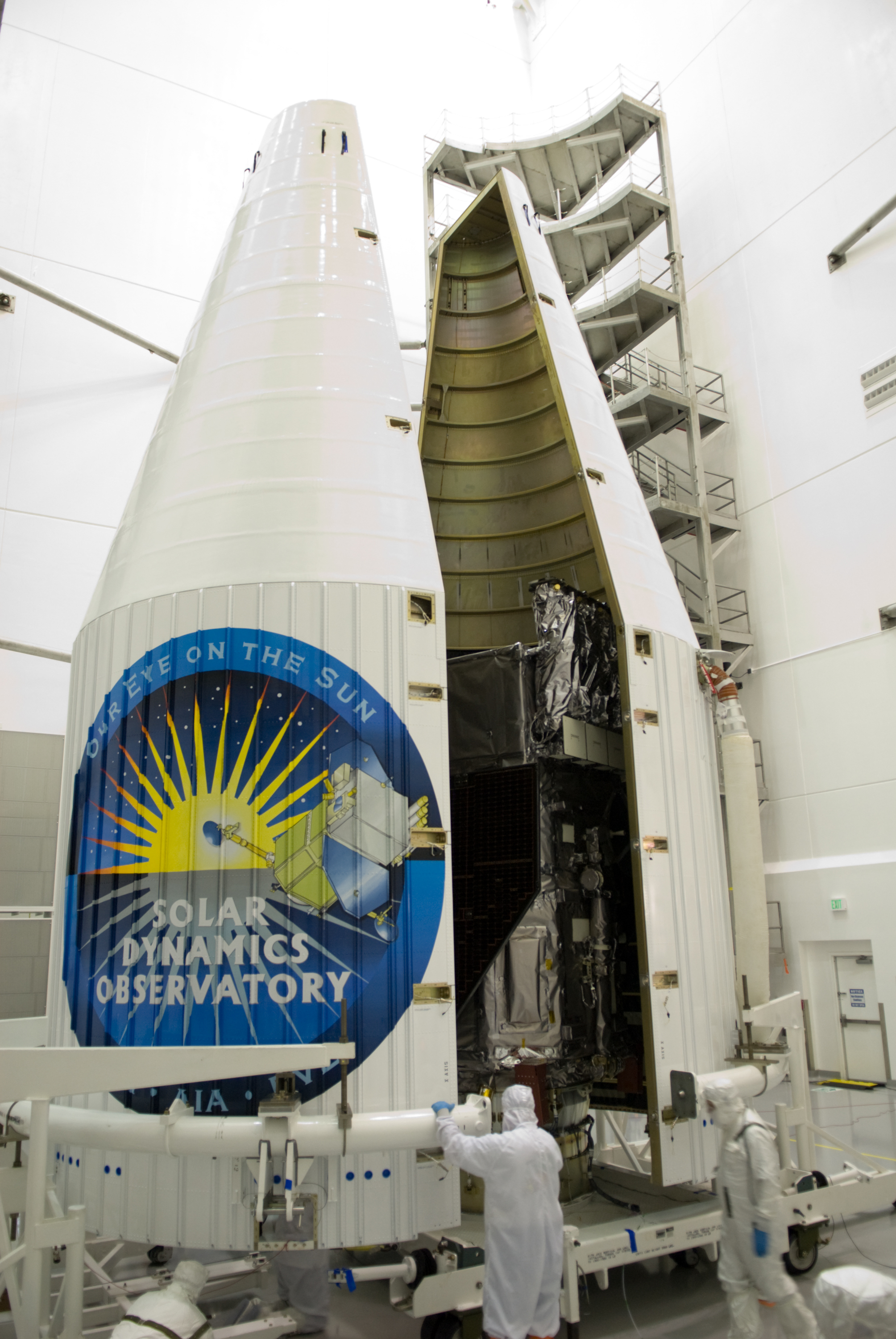
Solar Dynamics Observatory оточений обтікачем

Обтікач корисного вантажу — це камера із міцними жаростійкими стінками на верхівці ракети-носія, що використовується для захисту корисного вантажу (космічних апаратів) від впливу динамічного тиску та аеродинамічного нагрівання протягом польоту ракети в атмосфері. За межами атмосфери обтікач від'єднується, полишаючи корисний вантаж (КВ). У цей момент можуть спостерігатися механічні поштовхи та сплеск у прискоренні.
Виходячи з аеродинамічних міркувань, зазвичай, обтікач має циліндрично-конусоподібну форму, проте іноді використовують і інші конфігурації. Обтікач, що під час відстикування розділяється на дві половинки, називають мушлеподібним, за аналогією з мушлею двостулкових молюсків.
Іноді обтікач може вкривати і КВ і верхній ступінь ракети так, як на Atlas V (внутрішній діаметр обтікача 4 м, висота — 11,2 м) та Протон (внутрішній діаметр обтікача 3,865 м, висота — 15,255 м).
Іноді корисний вантаж може бути зруйнований інерційними навантаженнями, які виникають за рахунок вібрації, що може з'явитися внаслідок аеродинамічних перепадів тиску під час підйому ракети в атмосфері.

## Обтікач ракет Falcon
30 березня 2017 року, коли компанії SpaceX вдалося запустити ракету Falcon 9 Full Thrust із першим ступенем, що вже запускався раніше, і повторно вдало посадити його на плаваючу в океані платформу ASDS, вишенькою на торті (за словами Ілона Маска) стало вдале випробування, що наближає можливість відновлення та повторного використання обтікача їхньої ракети. Їм вдалося без пошкоджень посадити в Атлантичний океан одну половинку обтікача. Радість Маска пояснюється тим, що вартість виготовлення обтікача складає ~$6 млн. (10 % від вартості запуску ракети). «Уявіть, що Ви маєте $6 млн, які летять у повітрі, а потім розбиваються і зникають в океані. Чи хотіли б Ви їх повернути?», — запитав він
Обтікач ракет Falcon виготовляється із алюмінієвого каркаса з отворами у формі стільників, що вкритий вуглецевими волокнами. Його стандартна висота складає 13,1 м, діаметр — 5,2 м (внутрішній — 4,6 м), вага — ~1750 кг.
Ілон Маск розповів, що їхній обтікач схожий на маленький КК: механізми відстикування повністю пневматичні, встановлений на обтікачі керований парашут сповільнює падіння, а двигуни Реактивної системи керування стабілізують рух і підтримують орієнтацію апарата під час спуску, спрямовуючи його у визначене місце на поверхню води. Обтікач не використовується, якщо SpaceX своїми ракетами запускає космічний корабель Dragon.
22 лютого 2018 року SpaceX зробила спробу спіймати половинку оновленого обтікача під час спуску, швидкість якого у 8 разів перевищувала швидкість звуку. Для цього застосували спеціально обладнаний корабель «Mr. Steven» із кронштейнами, між якими натягнута сітка. Вони промазали на кілька сотень метрів, але обтікач знайшли плаваючим в океані візуально непошкодженим. Маск повідомив, що наступного разу вони застосують більші парашути.
25 червня 2019 року, під час третього запуску Falcon Heavy, кораблю, перейменованому у «Ms. Tree» уперше вдалося упіймати половинку обтікача. SpaceX виклала відео із камери, встановленої всередині половинки, на якому видно полум'я від обгорання часток та парафойл, на якому вона спускається.

## Проблеми з відстикуванням
У деяких випадках відділення обтікача планується після відстикування верхнього ступеню, у деяких — до відстикування, але після того, як космічний апарат промине щільні шари атмосфери. Проблеми з відділенням обтікача можуть стати причиною того, що корисний вантаж, який виводиться на певну орбіту, не досягне її через зайву масу обтікача.

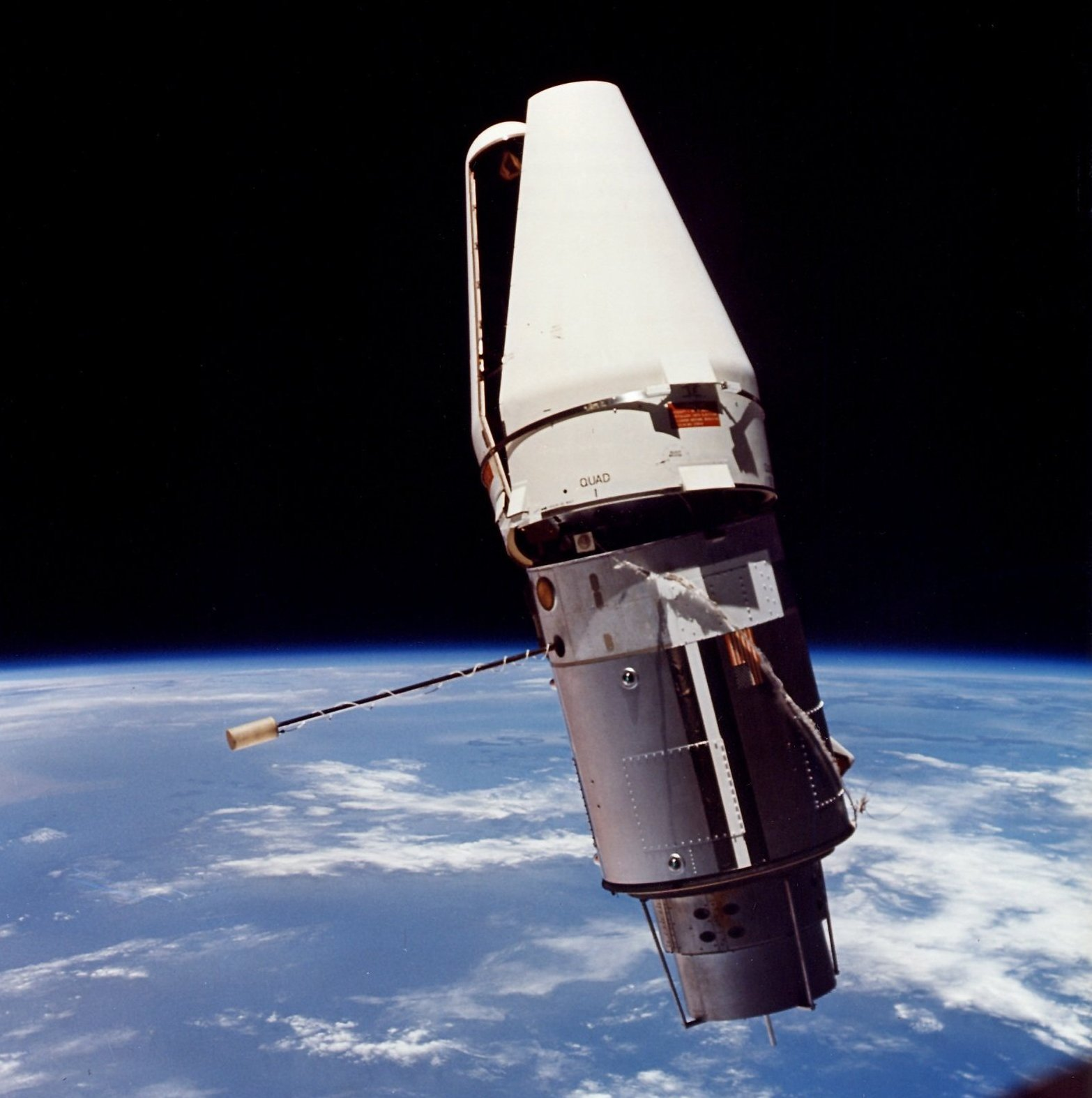
Обтікач, що не зміг від'єднатися від корисного вантажу (стикувального адаптера)

Стикувальний адаптер, що повинен був використовуватися пілотованою місією Gemini 9A, був успішно виведений на орбіту у червні 1966 року. Але коли екіпаж дістався до нього, вони виявили, що обтікачу не вдалося розкритися і відокремитися, що зробило стикування неможливим. Два ремінці, які треба було вилучити до польоту, все ще були на місці. Причиною було визнано помилку екіпажу.
У 1999 році запуск ракетою Athena II супутника для дистанційного зондування Землі Ikonos провалився через незмогу обтікача відділитися належним чином, запобігаючи виходу супутника на орбіту.
24 лютого 2009 року Orbiting Carbon Observatory (супутник від NASA, призначений для вимірювання рівню вуглекислого газу в атмосфері Землі) не зміг досягти своєї орбіти після старту через те, що обтікач з ракети Minotaur-C не від'єднався. Маса космічного апарата стала завеликою, і невдовзі він упав на Землю.
Дещо схоже сталося 25 серпня 2009 року із обтікачем південнокорейської ракети-носія KSLV-1. Під час запуску одна його половинка не відділилася, що стало на заваді космічному апарату розвинути необхідну швидкість для досягнення стабільної орбіти.
4 березня 2011 року запуск супутника Glory від NASA ракетою Taurus XL також закінчився невдачею з вини обтікача. Це стало вже другим проваленим запуском від компанії Orbital Sciences Corporation через проблеми із обтікачем. Зважаючи на це, NASA вирішило відмовитися від ракети Taurus на користь Delta-2 під час запуску Orbiting Carbon Observatory 2.
Низка невдач із відділенням обтікача продовжилася 21 серпня 2017 року, коли Індійська організація космічних досліджень і розробок запускала супутник IRNSS-1Hракетою PSLV.